# Scharzfeld-Lauterberg (Adelsgeschlecht)

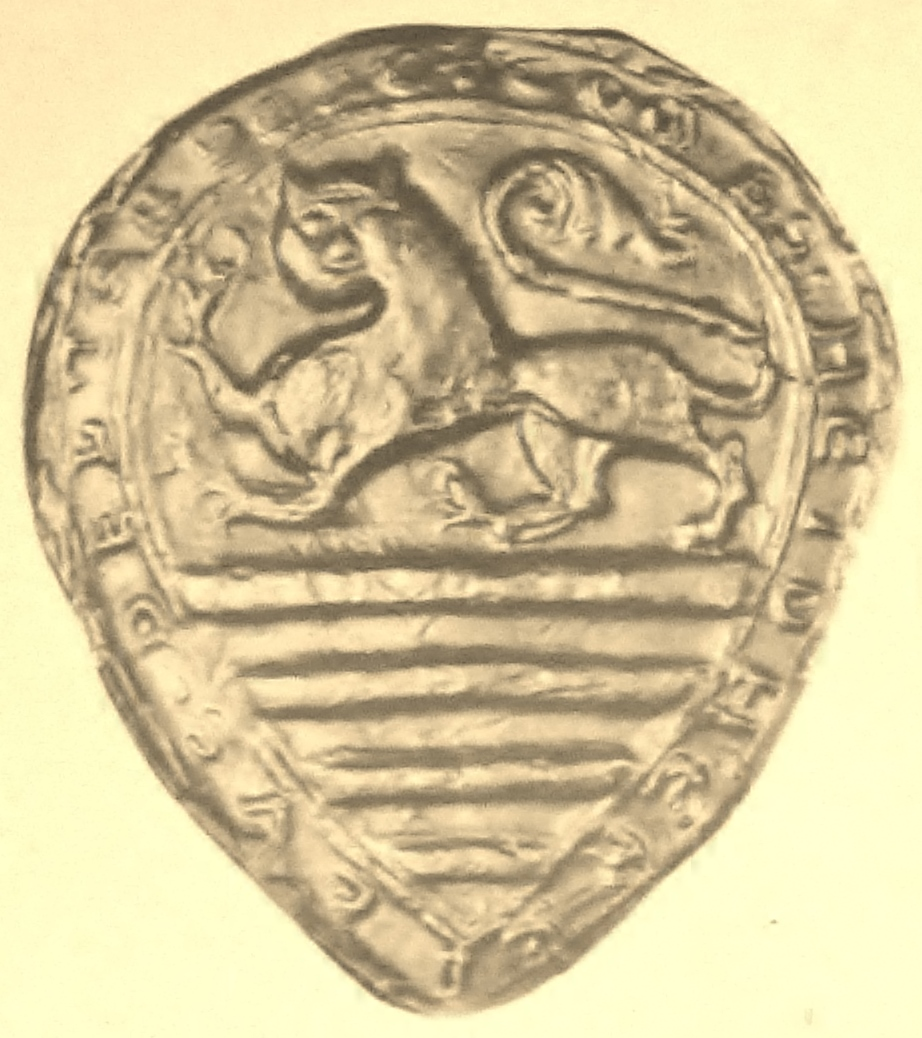
Siegel des Grafen Heidenreich von Lauterberg (1209)

Die Grafen von Scharzfeld und Lauterberg (auch: Grafen von Scharzfeld und Lutterberg; Grafen von Scharzfeld-Lutterberg, Lutterberg-Scharzfels; Scharzfeld-Lutherberge; Scharzfeld-Luterberch) waren ein Grafengeschlecht edelfreier Abstammung, aus dessen Erbteilungen die Grafschaften Scharzfeld und Lauterberg im südwestlichen Harzgebiet hervorgingen.
Die Grafen von Scharzfeld regierten spätestens ab 1203 auch die zugehörige, aber durch Erbteilung gesonderte, Grafschaft Lutterberg (heute: Bad Lauterberg im Harz). Das gesamte Geschlecht erlosch um 1400, Teile des Besitzes gingen an die Grafen von Hohnstein über.

## Herkunft
Die Familie Scharzfeld (alte Schreibweisen: Seartfeld, Scartfelth, Scarwelde, Schartfeld, Schartfelde) trat ab der Mitte des 12. Jahrhunderts, zunächst noch als Herren von Scharzfels auf. Der Quellenlage zufolge waren sowohl der möglicherweise aus dem Verwandtschaftskreis der Grafen von Wertheim und Schweinburg abstammende Spitzenahn Sigebodo I. (* um 1090, † um 1157), als auch dessen Söhne Sigebodo II. und Berthold von edelfreiem Status, auch wenn letzterer als Ministerialer in hildesheimische Dienste getreten war. Die Heirat Bertholds mit einer Tochter aus dem Hause der Grafen von Wassel um 1150 lässt auf seine edelfreie Abstammung schließen, wenngleich die genaue Herkunft (Vierbach bei Eschwege und/oder Dingelstädt, Birkungen im Eichsfeld, frühe Allianzen mit der Familie von Gleichen) und die Verwandtschaftsverhältnisse (Reginbodonen) nicht eindeutig geklärt sind.

## Geschichte
Bereits ab 981 traten in mehreren Urkunden Herren und Grafen von Scharzfeld auf, die erst von Kaiser Lothar III. (Lothar von Süpplingenburg) um 1131 mit der Burg Scharzfeld selbst beliehen worden sind. Den Grafentitel nahmen die Edlen von Scharzfeld wohl deshalb an, weil sie danach die Inhaber des Grafengerichts in ihrem Burgbezirk waren.
Der Edle (nobilis), später Graf, Sigebodo I. von Scharzfeld (de castro de Scarefelden) erscheint 1131 erstmals urkundlich. 1132 versuchte er etwa fünf Jahre lang widerrechtlich etliche Klöster des Erzbischofs Adalbert I. von Mainz unter seine Gerichtsbarkeit zu zwingen, was Papst Innozenz II. zum Anordnen geharnischter Gegenmaßnahmen gegen den, als Inhaber der Burg Scharzfels erwähnten, Ritter (miles) Sigebodo veranlasste. Nach dem Tod Kaisers Lothar III., dem die Herrschaft über die Reichsburg Scharzfels zu verdanken war, stellte sich Sigebodo dem staufischen König Konrad III. zur Verfügung. Das direkte Lehnsverhältnis zwischen dem König und den Scharzfelder Grafen zeigte sich darin, dass Graf Sigebodo I. häufig am Hoflager Konrads III. zugegen war und kaiserliche Urkunden mit andern Lehnsttägern zusammen bezeugte, etwa 1145, 1149 und 1150. Es wurde zwar nur ein Segeboto Scharteveld genannt, der aber, wie aus der Bezeichnung nobilis hervorgeht, zum hohen Adel gehört haben musste. Für das Jahr 1154 ist ein Auftritt Sigebodos als Landthingspflichtiger am Landgericht Mittelhausen dokumentiert. 1157 wird er letztmalig urkundlich anlässlich seines Überfalls auf das Kloster Pforte erwähnt. Am 3. August 1157 war er noch am Leben und dürfte anschließend während eines Feldzugs in Polen umgekommen sein.
Am 1. Januar 1157 hörten die Scharzfelder Grafen, auf, unmittelbare Reichsvasallen zu sein. An diesem Tage übertrug Friedrich I. seinem Vetter Heinrich dem Löwen das Grafenamt im Liesgau und im Harz und schloss mit ihm weiterhin einen Tauschkontrakt ab, laut dem die Schlösser Scharzfeld und Herzberg sowie das Gut Pöhlde als erbliches Eigentum an Heinrich fielen. Auf diese Weise wurden die Grafen von Scharzfeld zu Dienstleuten der Welfen.
Nach erneuter Unterstellung unter die Lehensherrschaft Heinrichs des Löwen, begann der älteste Sohn Sigebodos I., nämlich Graf Sigebodo II. von Scharzfeld (etwa 1150–1194; Stiftsvogt von Hilwartshausen, welfischer Gefolgsmann), um 1182 mit dem Bau der Burg Lutterberg in nur 4 km Entfernung zur Stammburg Scharzfels. Danach nannte Sigebodo II. sich ab 1183 „Graf von Scharzfeld und Lutterberg“. In dieser Zeit war er Zeuge bei der Gründung der Stadt Münden durch die Landgrafen von Thüringen. Die 1190 erstmals erwähnte Burg Lutterberg wurde zum Stammsitz der Grafen von Scharzfeld-Lutterberg. Berthold, der jüngere Bruder des Sigebodo II., trat als weltlicher Stellvertreter des Bischofs (Vicedominus von 1166 bis 1190) in hildesheimische Dienste und heiratete die Gräfin Friderun von Wassel. Die Gebrüder traten oft gemeinsam als Unterzeichner diverser Urkunden auf und müssen wohl in gutem Einvernehmen gehandelt haben.
Die Burg Lauterberg wurde später zum Namensgeber bei der Aufspaltung der Stammgrafschaft durch Erbteilungen. Unter den Nachfahren des Sigebodo II. kam es zu diversen Trennungen in die Grafschaften Scharzfeld (Scharzfels) und Lauterberg (Lutterberg). Als die drei Söhne Heinrichs des Löwen ihr väterliches Erbe im Jahre 1203 teilten, fiel Scharzfeld mitsamt der Burg Lauterberg formell an den späteren Kaiser Otto IV. Zu dieser Zeit tauchte unter dem Namen Heidenricus auch der erste Graf von Lutterberg auf. 1230 verstarb dieser Heidenreich I. kinderlos, und das Erbe fiel an dessen Neffen Buchard den Weißen von Scharzfeld, der eine neue Linie der Grafen von Lutterberg begründete. Unter dem welfischen Herzog Otto dem Kind (1227–1252) gehörten Scharzfeld sowie Lutterberg zum Herrschaftsbereich des Herzogtums Braunschweig-Lüneburg.

## Besitzungen
Trotz ihrer nicht allzu großen historischen Bedeutung können die Scharzfelder kaum zu den eher unbedeutenden Grafengeschlechtern gezählt werden, wie aus ihren zahlreichen und ausgedehnten Besitzungen hervorgeht.
Sie besaßen zunächst die Herrschaft Scharzfeld, die die Dörfer Scharzfeld, Bartolfelde, Barbis, Osterhagen, Wittagerode und Berengoze (Wüstungen bei Bartolfelde) und Königshagen (jetzt Wüstung bei Barbis) umfasste. Außerdem gehörte ihnen die Herrschaft Lutterberg, die direkt an das Scharzfelder Gebiet grenzte, viele Besitzungen auf dem Ober- und Untereichsfeld (Beberstedt, Birkungen, Dingelstädt, Nesselröden, Neuendorf, Tastungen, Teistungen, Westerode, Seulingen, Seeburg und Gieboldehausen) in den Grafschaften Hohnstein und Lohra und in den Fürstentümern Göttingen und Grubenhagen. Sie hatten Besitz bei Lasfelde, Osterode am Harz, Förste, Wanemangere (Wüstung bei Katlenburg), Holtensen, Immenhusen sowie Angeroden (Wüstung bei Hilwartshausen im Solling). Ferner gehörten ihnen zur Hälfte die Dörfer Langenhagen und Fuhrbach bei Duderstadt, die Bramburg und der Bramwald, die Güter Klein-Königshagen und Güntersen bei Dransfeld. Sie hatten außerdem ganz oder teilweise die Zehnten zu Bilshausen, Bernshausen, Eltershausen, Gertenbach an der Werra, Hattorf, Varenbruch, Hermelingerode, Hagen, Pöhlde, Rhumspringe, Eddingerode, Böseckendorf, Holtensen bei Moringen, Schnedinghausen bei Northeim, Weende und Niedernjesa bei Göttingen, und in Gimte inne.
Zudem waren ihnen Ämter als Schutzvögte der Klöster Pöhlde, Teistungenburg und Hilwartshausen, der Kirche (wohl Kollegiatstift St. Martin) zu Heiligenstadt und der Dörfer Hermelingerode, Klein-Königshagen, Teistungen, Breme, Berlingerode und Hundshagen verliehen worden. Ein Burglehen in Gieboldehausen, Burg und Herrschaft Lutterberg, Güter in der Goldenen Mark, im Gericht Gieboldehausen, um den See zu Bernshausen und in Thüringen hatten sie vom Stift Quedlinburg als Lehen empfangen. Den Großteil der oben aufgeführten Zehnten hatten sie vom Erzstift Mainz zu Lehen. Zu ihren Lehnsherren zählten auch die Braunschweiger Fürsten. In einigen Gütern waren sie reichsunmittelbare Vasallen, aber ihnen gehörten anscheinend auch umfangreiche Besitztümer als freies Eigentum. Im Jahr 1312 übereignete Otto Graf von Lutterberg allerdings die Vogteirechte der Dörfer Brehme, Teistungen, Berlingerode und Hundeshagen an die von Hagen.

### Besitztümer (Bilder)

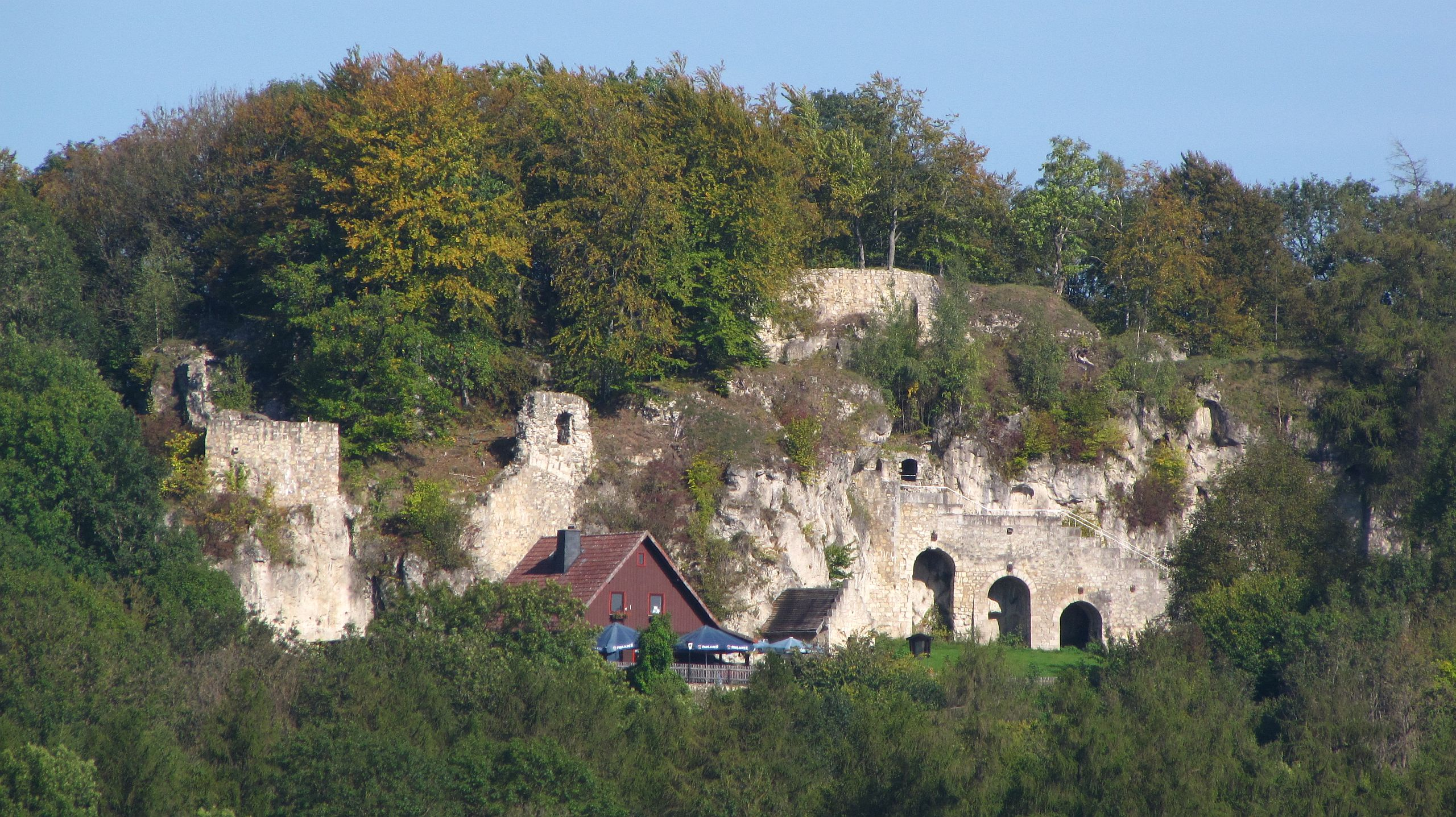
Burg Scharzfels
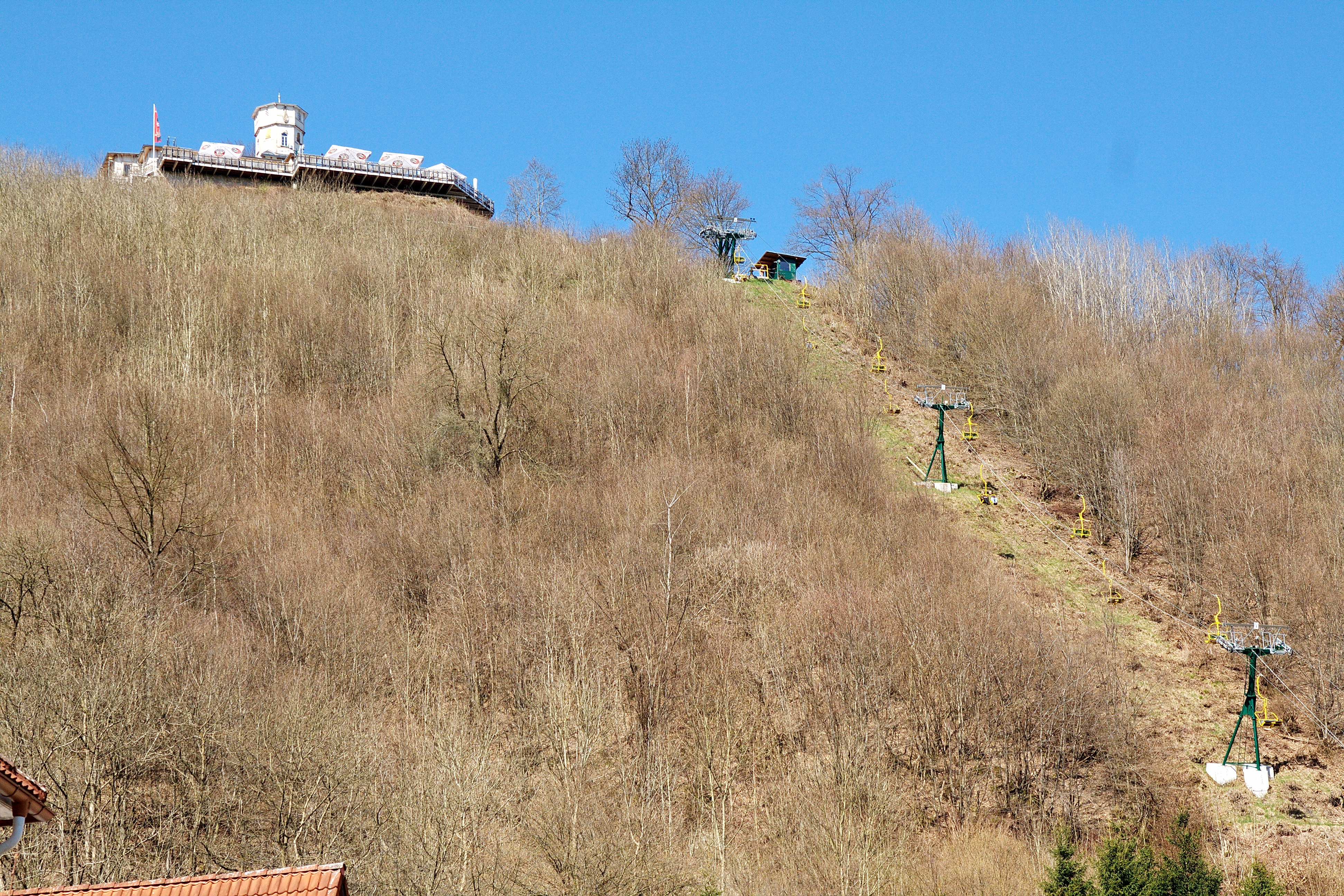
Bad Lauterberg im Harz, Hausberg (Standort der einstigen Burg Lutterberg)
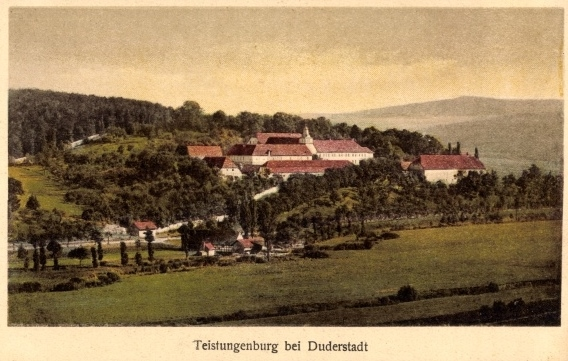
Kloster Teistungenburg
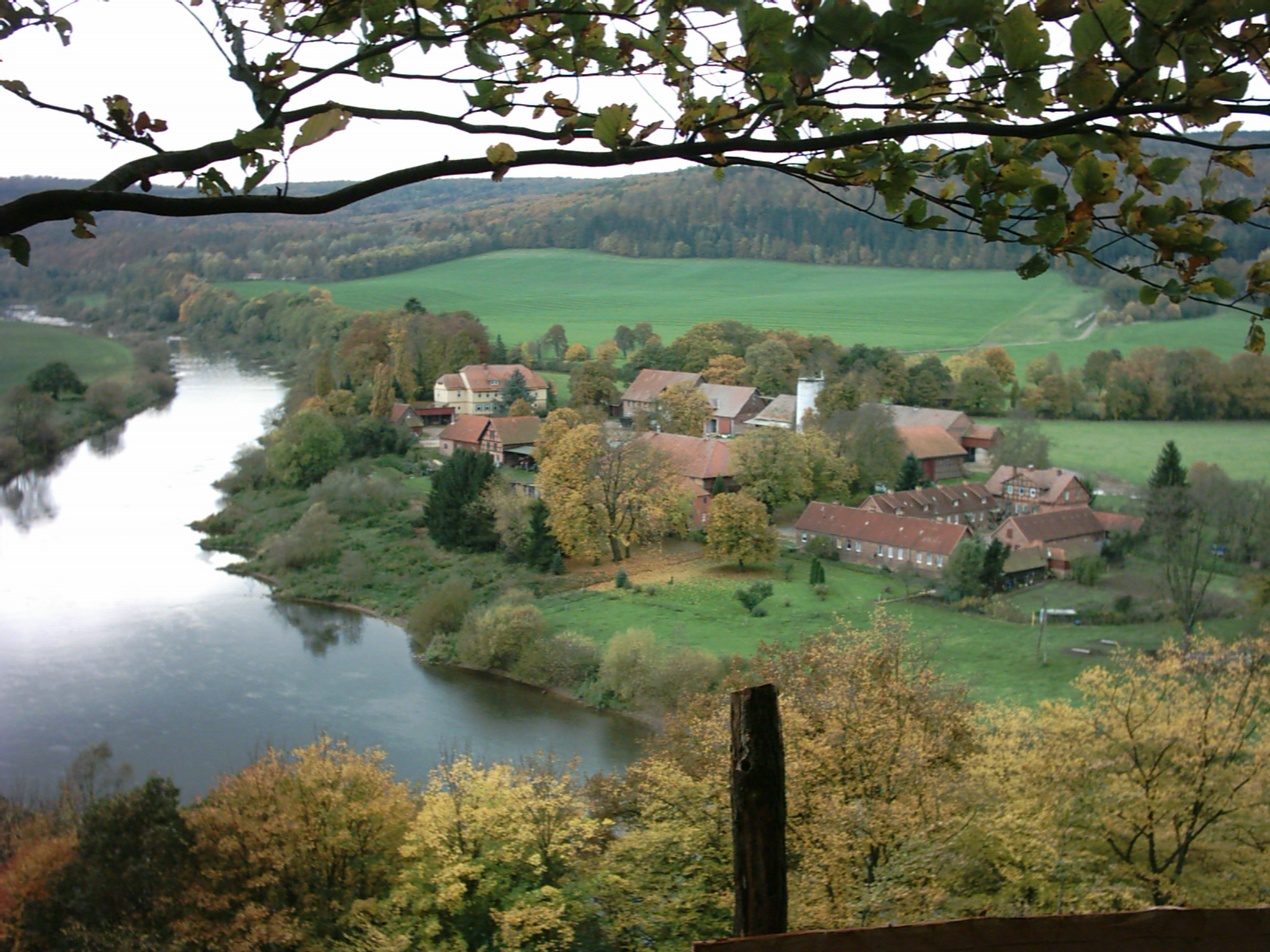
Klostergut Hilwartshausen an der Weser

## Untervasallen
Angesichts des ausgedehnten Besitzes ist nicht verwunderlich, dass einige bekannte Adelsgeschlechter zu den Untervasallen der Scharzfelder Grafen gehörten, etwa die Herren von Berlepsch, Besekendorf, Bosingen, Bodenhausen, Hagen, Hardenberg, Bodenstein, Espelingerode, Grone, Lemmershausen, Madefem, Minnigerode, Mutzesal, Ritelrode, Sneyn (Schnesen), Sulingen, Susa, Uderde (Uehrde), Woldershausen. Von den thüringischen Adelsgeschlechtern gehörten die von Ebeleiten, v. Wangenhaym, Sondershausen, Bizenbach, Werterde und Riekersliebin (Rüxleben) zu ihren Aftervasallen.

## Niedergang
AIs die Scharzfelder Grafenlinie ausgestorben war, fiel die Herrschaft nicht etwa an die Grafen von Lutterberg, die Stammesvettern der Scharzfelder, sondern teilweise an die Grafen von Wernigerode und/oder die Grafen von Hohnstein.
Die Grafen von Wernigerode sollen sich schon zu Lebzeiten der späten Scharzfelder Grafen der Burg Scharzfels bemächtigt haben, da die letzten Urkunden der Scharzfelder sämtlich an anderen Orten ausgestellt wurden. Zudem wurden die Scharzfelder 1323 in einem Zeugenverhör, zu einem Rechtsstreit des Abts des Klosters Reiffenstein mit seinen hörigen Bauern zu Berkungen, als aus ihrer Burg verjagt und verarmt bezeichnet: Graf Burchard (wohl Burchard IV.) von Scharzfeld und seine Brüder hätten dem Kloster Reifenstein 17½ Hufen Landes vor Birkungen mitsamt hörigen Bauern geschenkt. Nach einer anderen Zeugenaussage hätten die Grafen von Scharzfeld, da „einige ihre Burg erobert und sie verjagt hatten“, unter Tränen zugesagt, aufgrund ihrer Verarmung den Rest ihres Besitzes dem Kloster zu überschreiben. Bald danach soll einer dieser Grafen, nur mit einem Pferd und verarmt aussehend, in das Kloster zurückgekommen sein und sich nach etwaig erlittenem Unrecht und dem Gehorsam der Hörigen, die die Grafen dem Kloster überlassen hatten, erkundigt haben.
Letztendlich erlosch die Linie Scharzfeld um 1305, die Linie Lutterberg um 1400. Die auf die zweite Ehe der weiblichen Nachfahrin Adelheid von Lauterberg (erwähnt 1388) mit Heinrich II. dem Jungen von Hardenberg zurückgehende Linie Hardenberg-Hinterhaus bestand wenigstens bis 1669 oder länger.
Die Grafen von Hohnstein erweiterten ihren Besitz bis zum 16. Jahrhundert (nach Hoche schon 1402 durch Kauf) um die Grafschaften Scharzfeld und Lauterberg, wodurch sie Zugriff auf das Bergbaurevier von Sankt Andreasberg erlangten, wo sie 1521 die erste Bergfreiheit ausriefen. Mit dem Tode Ernsts VII. im Jahre 1593 erlosch das regierende Haus Hohnstein im Harz. Die Grafschaften Scharzfeld und Lauterberg zog der Herzog von Grubenhagen († 1596) als erloschene Lehen ein.

## Wappen
Im letzten Jahrhundert ihres Bestehens zeigte das Wappen der Scharzfelder einen dreieckigen quergeteilten Schild, auf dem sich ein goldener schreitender Löwe und darunter drei (vier) Querbalken in rotem Feld befinden. Als ältester Teil des Wappenbildes sind wohl die drei Balken anzusehen. Der Löwe wird später in das Wappenschild aufgenommen worden sein, um das Lehnsverhältnis zu den welfischen Herzögen anzudeuten. Die Helmzier bestand in drei Pfauenfedern/Pfauenwedel in natürlicher Farbe oder einem Löwentorso (Lauterberg).
Das Wappen findet sich in abgewandelter Form in diversen Adels- und Ortswappen wieder.
Weitere Wappendarstellungen:

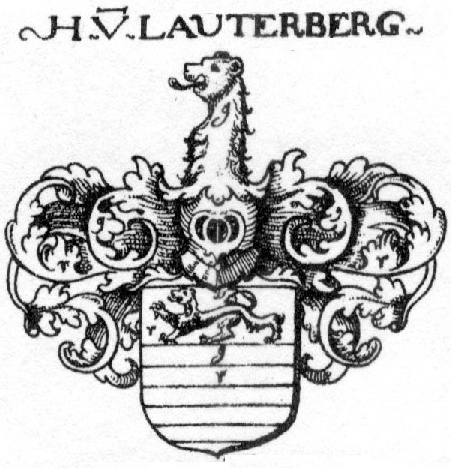
Wappen der Grafen von Lauterberg (Siebmacher 1701)
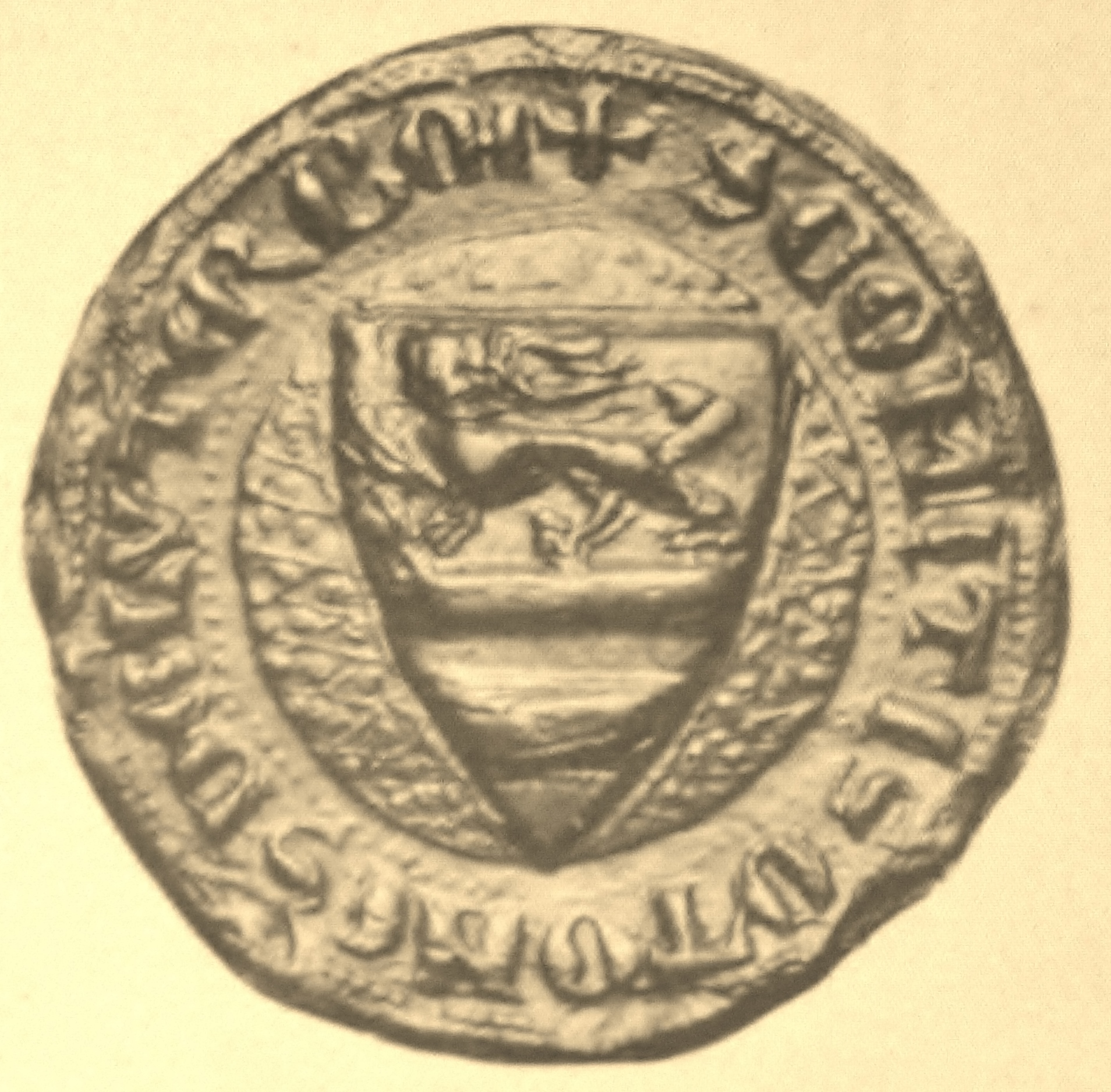
Siegel des Otto von Lauterberg (1307)
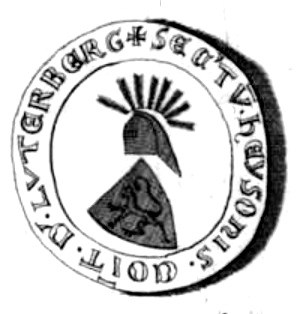
Siegel des Heiso von Lutterberg (1369), letzter Graf von Lauterberg
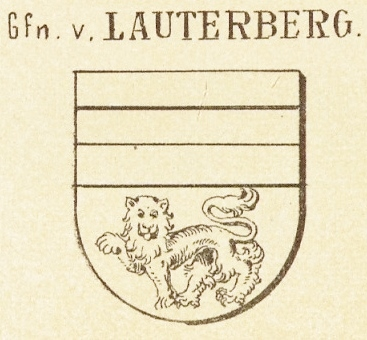
Wappen der Grafen von Lauterberg (Mülverstedt, Siebmacher VII 1900)
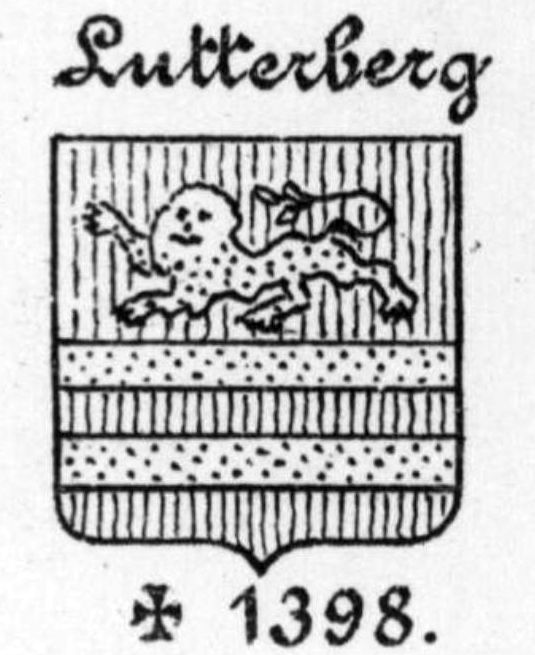
Wappen der Grafen von Lutterberg (1896)
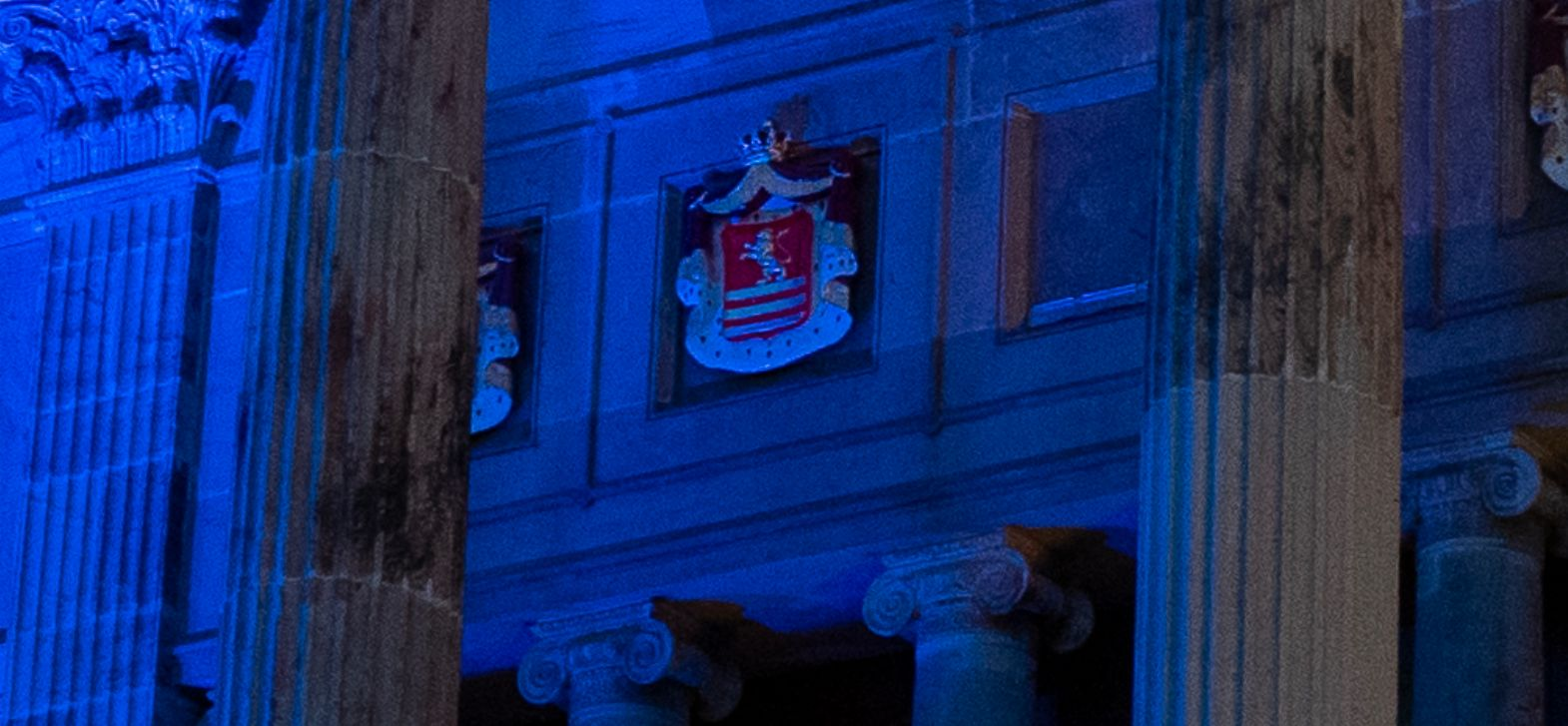
Schloss Braunschweig, Wappen Grafschaft Lauterberg (2022)
Banner Bad Lauterberg im Harz
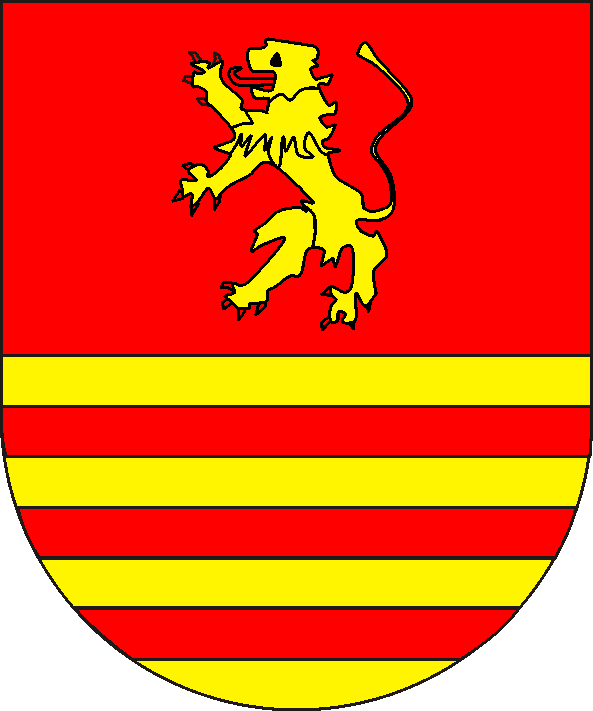
Grafschaft Lohra
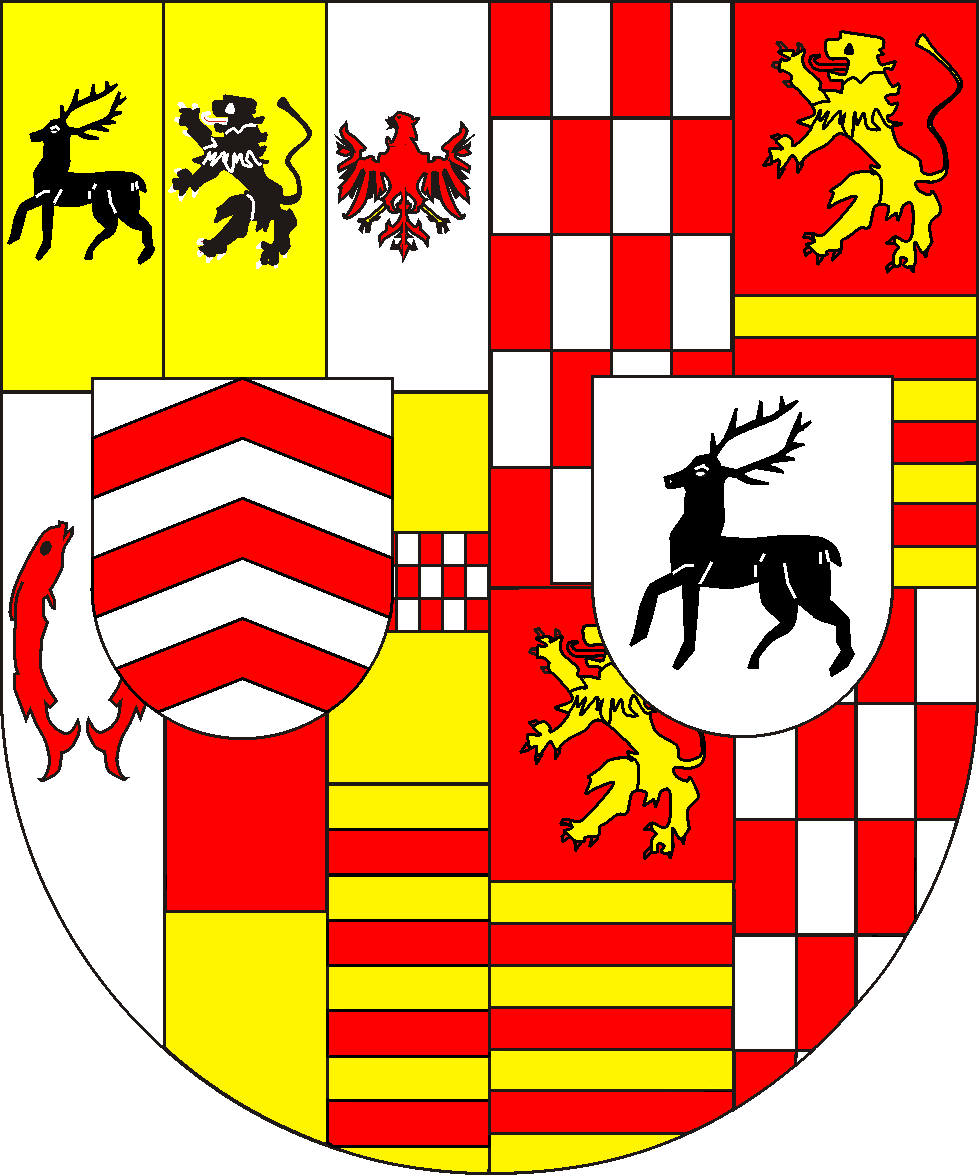
Wappen der Grafen von Stolberg (1597)
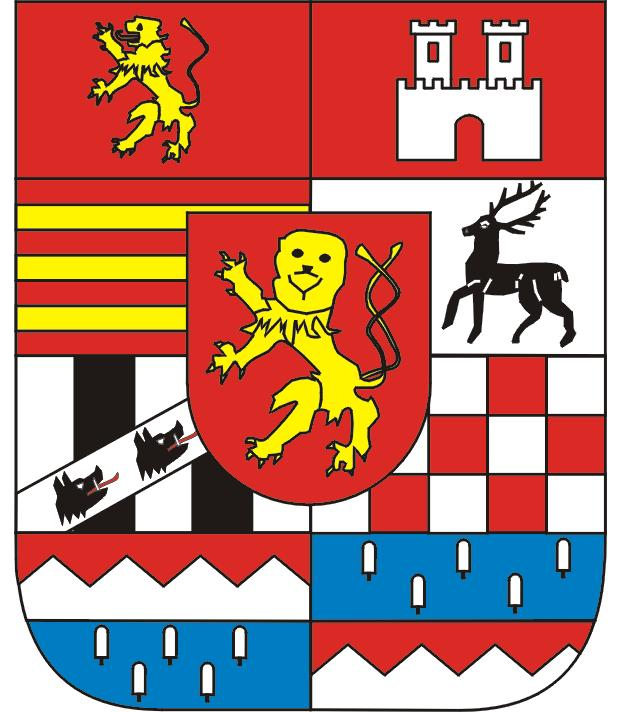
Wappen Sayn-Wittgenstein-Hohenstein
Fürstentum Schwarzburg-Rudolstadt
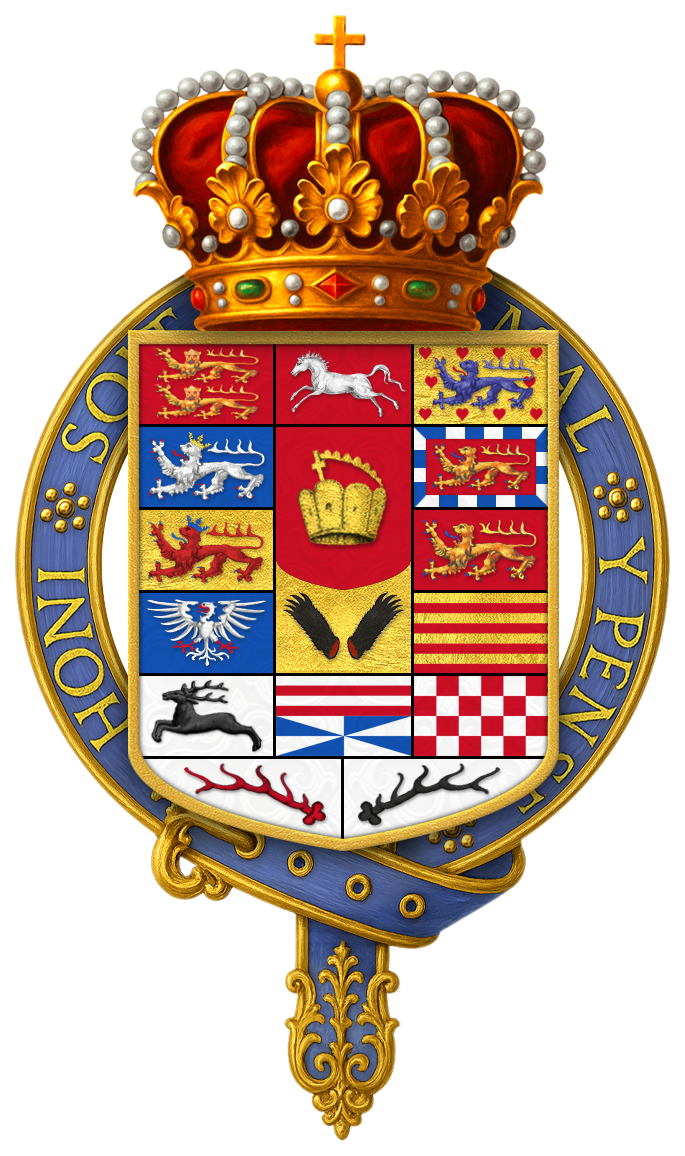
Wappen des Kurfürsten von Hannover (später König Georg I.)

## Persönlichkeiten

### Stammliste
Die mangelhafte, oft ungesicherte Quellenlage betrifft Geburts- und Sterbedaten v. a. der früheren Mitglieder des Hauses, die nach höchstmöglicher Wahrscheinlichkeit der oft abweichenden Datenquellen zu betrachten sind. In dieser Stammliste (nach Nück 2008) bleiben einige genealogische Details ungeklärt. Der erste bekannte Vertreter des Hauses stammte wohl aus dem Familienkreis der Reginbodonen, was jedoch urkundlich nicht belegbar zu sein scheint.
A1. Sigebodo I. (* um 1090; † um 1157), Edler, später Graf von Scharzfeld (1132–1157), erhält 1131 von Kaiser Lothar III. die Herrschaft über die Reichsburg Scharzfels; ⚭ (vor 1150) N.N. (wohl Gräfin von Schauenburg)
B1. Schwester des Sigebodo II., urkundlich 1157; ⚭ Graf Heinrich von Buch (1154–1190; † 1200), Vogt des Klosters Memleben, Bruder des Grafen und Erzkanzlers Christian I. von Buch
B2. Sigebodo II. (1150–1192) († 1193/1194), Graf von Scharzfeld (und Lauterberg), Vogt des Klosters Hilwartshausen, beginnt um 1180 mit dem Bau der Burg Lutterberg, Zeuge der Stadtgründung von Münden 1183, ab „Graf von Scharzfeld und Lutterberg“; ⚭ N.N. (von Querfurt ?)
C1. Heidenreich I. von Lauterberg, Vogt des Klosters Pöhlde, urkundlich 1181 bis 1228, († 28. Mai 1230); ⚭ Beatrix zur Lippe, urkundlich 1224, († 23. Juni 1244) → Linie erloschen
C2. N.N.; ⚭ (vor 1188) Graf Ludolf II. von Dassel, sie hatten u. a. den Sohn Adolf II. von Dassel
C3. Burchard I. von Scharzfeld, Vogt des Klosters Pöhlde, urkundlich 1193 bis 1222, († um 1249); ⚭ I: Adela von Gleichen-Velsecke; ⚭ II: (nach 1222) Adelheid von Ziegenhain, urkundlich 1224 bis 1226, (⚭ II: Ulrich I. von Münzenberg)
D1. Burchard II. d. Ä, Graf von Scharzfeld, urkundlich 1222/24 bis 1230, († 28. Mai 1233); ⚭ Adela v. NN, begr. in Pöhlde
E1. Burchard III. (IV.), Graf von Scharzfeld um 1230–1291 (1203–1242); ⚭ NN, Gräfin von Everstein (Tochter d. Albert III., Graf von Everstein (1170–1217) und der Agnes von Wittelsbach)
F1. Burchard IV., Graf von Scharzfeld um 1264–1295
F2. Ernst, Herrmann und Heinrich von Scharzfeld, um 1264
F3. Sigebodo IV. von Scharzfeld, um 1264
F4. Heidenreich von Scharzfeld, 1250–1305, Domherr, Vicedominus in Halberstadt, → Linie Scharzfeld erloschen
E2. Ernst, um 1230
E3. Hermann, um 1230
E4. Heidenreich, um 1230
E5. Sigebodo III. von Scharzfeld, 1254–1291
D2. Sigebodo von Scharzfeld, urkundlich 1230 bis 1265, Domherr in Hildesheim
D3. Burchard der Krause, urkundlich 1222/28 bis 1266, Vogt von Pöhlde
D4. Adelheid, urkundlich 1234, 1254 bis 1265; ⚭ Ludolf I. d. Ä. von Plesse, urkundlich 1205 bis 1254
D5. Burchard der Weiße, Graf von Lauterberg, urkundlich 1222/28 bis 1267, († 12. November 1268); ⚭ Oda von Hadmersleben, urkundlich 1257
E1. Heidenreich II. von Lauterberg, Vogt, urkundlich 1256 bis 1286, († 2. Januar 1292); ⚭ Adelheid von Spiegelberg, urkundlich 1276
F1. Otto III. von Lutterberg, um 1292–1353; ⚭ Jutta von Rosdorf, 1307–1327, beide bestattet in Walkenried
G1. Otto IV. von Lutterberg, um 1327–1381 († 1384), begraben in Bernshausen am Seeburger See; ⚭ Elisabeth (von Adelebsen ?), Tochter: Elisabeth, Priorin im Kloster Wiebrechtshausen, 1384
G2. Heidenreich III. von Lauterberg (gen. Heise, Heiso oder Heyso), urkundlich 1327 bis 1399, († 1400), begraben in Teistungenburg → Linie Lauterberg erloschen
G3. Adelheid von Lauterberg (erwähnt 1384, 1388); ⚭ I: Bertold von Adelebsen; ⚭ II: Heinrich II. d. Junge von Hardenberg → Linie Hardenberg-Hinterhaus bis 1669
G4. Jutta, 1348, Stiftsdame in Hilwartshausen
G5. Gisela, 1348, Stiftsdame in Hilwartshausen
E2. Margarete und Adelheid, 1263
E3. Hildegunde, urkundlich 1262–1266; ⚭ Vogt Hermann d. J. von Ziegenberg († 1262), Kinder: Gisela 1266–1299 (⚭ Gottschalk d. J. von Plesse, 1238–1303), Jutta und Johannes († 1263)
E4. Tochter (urkundlich 1286); ⚭ N.N. von Rüxleben, Söhne: Gottfried und Heinrich
E5. Otto I., Landmeister des Deutschen Ordens (Livländischen Ordens der Deutschen Ritter) in Livland, Rat des Landgrafen Albrechts d. E. von Thüringen, urkundlich 1256 bis 1288, (* vor 1256; † 2. Januar 1292)
F1. Otto II., Komtur von Kulm, Mitglied des Deutschen Ordens, urkundlich 1289 bis 1335; seine Grabplatte in der Gruft der Kirche von Bernshausen zersprang bei der von Christian von Braunschweig 1626 befohlenen Brandstiftung
E6. Werner, erwähnt 1256–1301, Mitglied des Deutschen Ordens, Komtur in Marburg, begraben in Hilwartshausen
E7. Heinrich, erwähnt 1256–1273, Mitglied des Deutschen Ordens
E8. Burchard, erwähnt 1256
D6. (aus II:) Hermann von Scharzfeld, urkundlich 1271, Domherr in Mainz
B3. Berthold I. von Scharzfeld, urkundlich 1166 bis 1190 (* um 1130; † nach 1181) († 1187 Italien ?), Vicedominus in Hildesheim; ⚭ um 1150 Frederun von Wassel, Tochter des Grafen Bernhard II. von Wassel (1110–1154) und der Frederuna von Veckenstedt (um 1110).
C1. Berthold, Propst von Steterburg, urkundlich 1218
C2. Bertha, Nonne zu Gandersheim, dann Priorin des Klosters Steterburg, urkundlich 1166 bis 1218
C3. Mathilde, Nonne im Kloster Steterburg, urkundlich 1171 bis 1218
C4. N.N. von Scharzfeld; ⚭ Bodo der Jüngere von Homburg, urkundlich 1198–1221 († 1228, wurde von Graf Everstein ermordet)
D1. Jutta von Homburg; ⚭ um 1215 Hermann II. von Brakel (* um 1192; † 1246), mit Nachfahren

C5. Frederundis von Scharzfeld, urkundlich (?) um 1158 († um 1190); ⚭ Werner II. (III.) von Brakel, Herr von Brackel, urkundlich 1135 bis 1203 († 1203)
D1. Heinrich II. von Brakel (1175–1248), dänischer Vasall im Baltikum, mit mehreren Nachfahren, so ggf. Siegfried I. von Brakel und dessen Ururenkel Otto II. von Brakel
D2. Hermann II. von Brakel († 1246)
D3. Werner IV. von Brakel (1175–1248)
D4. Burchard von Brakel (1213)
D5. Johann I. von Brakel

### Bedeutende Vertreter
- Sigebodo II. von Scharzfeld (um 1090–1157), Inhaber der Burg Scharzfels, Erbauer der Burg Lutterberg
- Otto I. von Lauterberg (vor 1268–1270), Landmeister des Livländischen Ordens der Deutschen Ritter
- Otto von Lutterberg (gestorben 1363), Komtur von Kulm